# 山田啓輔
山田 啓輔（やまだ けいすけ、1971年10月4日 - ）は、日本の実業家。株式会社OSGコーポレーション 代表取締役社長。滋賀県出身。

## 略歴
- 1994年　大阪経済大学経済学部卒業、入社
- 2003年　営業部長就任
- 2011年　西日本担当営業本部長就任
- 2013年　株式会社ウォーターネット代表取締役社長就任（現任） 、OSGコーポレーション取締役就任（現任）